# Neunkirchen am Main
Neunkirchen am Main (amtlich: Neunkirchen a.Main) ist ein Gemeindeteil des Markts Weidenberg im Landkreis Bayreuth (Oberfranken, Bayern). Die Gemarkung Neunkirchen hat eine Fläche von 3,648 km². Sie ist in 637 Flurstücke aufgeteilt, die eine durchschnittliche Fläche von 5726,39 m² haben. In ihr liegen neben dem namensgebenden Ort die Gemeindeteile Altmühle, Bruckmühle, Grünhof, Lohe und Sorg.

## Geographie
Das Kirchdorf liegt am Hang einer Anhöhe zwischen den Tälern des Roten Mains und der in ihn mündenden Ölschnitz.

## Geschichte

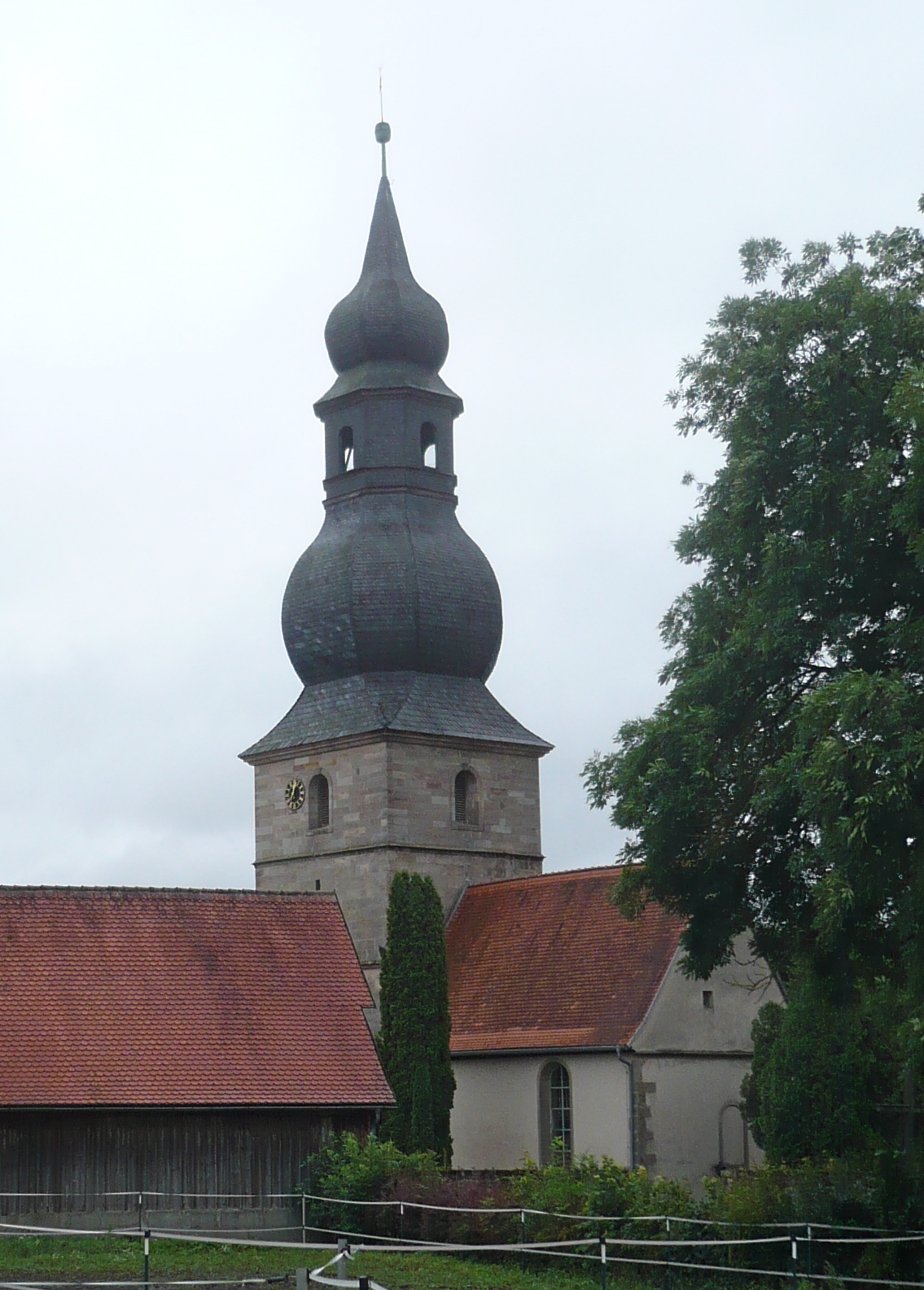
Evangelische Kirche Sankt Laurentius

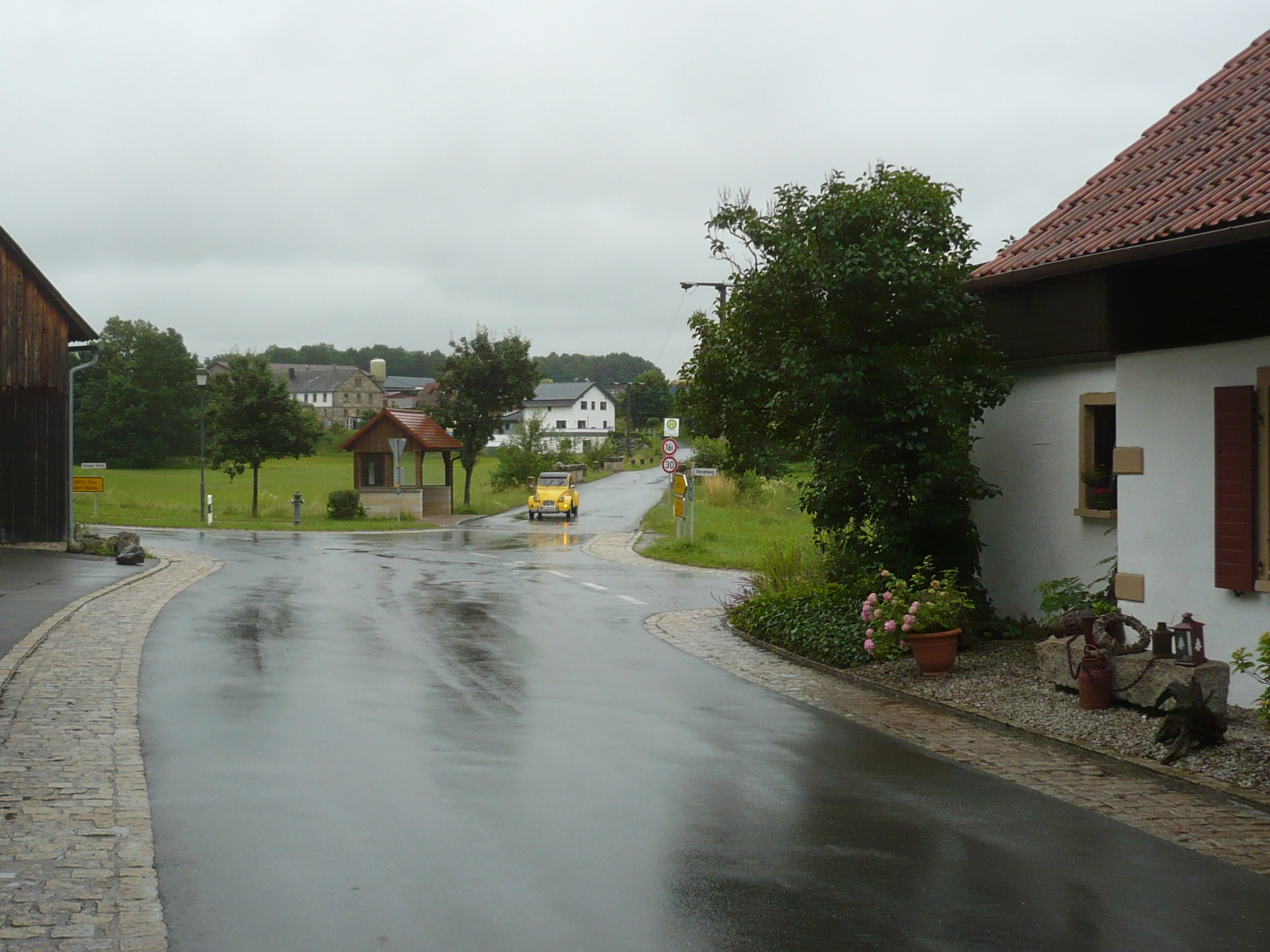
Südlicher Ortseingang

Neunkirchen wurde erstmals 1323 als „Newenkirchen“ erwähnt. Es wird aber angenommen, dass der Ort in der Zeit von 1150 bis 1180 gegründet wurde.
1467 wurde die jetzige Kirche erbaut und Sankt Laurentius geweiht. Ihr 50 Meter hoher, viergeschossiger Turm mit einem Zwiebelhelm ist schon von Weitem sichtbar. Das Pfarrhaus im fränkischen Stil stammt aus dem Jahr 1820. 
Im Dreißigjährigen Krieg litt das Dorf unter Truppendurchzügen und Plünderungen.
Neunkirchen bildete eine Realgemeinde mit Altmühle und Bruckmühle. Gegen Ende des 18. Jahrhunderts gab es in Neunkirchen 30 Anwesen. Die Hochgerichtsbarkeit stand dem bayreuthischen Stadtvogteiamt Bayreuth zu. Die Dorf- und Gemeindeherrschaft hatte das Hofkastenamt Bayreuth. Grundherren waren das Hofkastenamt Bayreuth (4 Viertelhöfe, 1 Söldengut, 6 Sölden, 1 Gütlein, 1 Sölde mit Schenkstatt, 1 Sölde mit Zapfenschenke, 2 Tropfsölden, 1 Sölde mit Schmiede, 2 Häuser), die Hofkanzlei Bayreuth (1 Gut), das Amt St. Johannis (4 Söldengüter), das Amt Unternschreez (1 Sölde), das Rittergut Thurnau (1 Sölde, 2 Halbsölden) und das Gotteshaus Neunkirchen (2 Söldengütlein).
Von 1797 bis 1810 unterstand der Ort dem Justiz- und Kammeramt Bayreuth. Nachdem im Jahr 1810 das Königreich Bayern das Fürstentum Bayreuth käuflich erworben hatte, wurde Neunkirchen bayerisch. Infolge des Ersten Gemeindeedikts wurde 1812 der Steuerdistrikt Neunkirchen gebildet. Neben dem Hauptort gehörten zu diesem Altmühle, Bruckmühle, Glotzdorf, Hartmannsreuth, Lehen, Lessau, Letten, Sorg und Stockau. Zugleich entstand die Ruralgemeinde Neunkirchen, zu der Altmühle, Bruckmühle und Sorg gehörten. Sie war in Verwaltung und Gerichtsbarkeit dem Landgericht Bayreuth zugeordnet und in der Finanzverwaltung dem Rentamt Bayreuth (1919 in Finanzamt Bayreuth umbenannt). In der freiwilligen Gerichtsbarkeit unterstanden vier Anwesen bis 1823 dem Patrimonialgericht Thurnau. Zu dieser Zeit wurden auf dem Gemeindegebiet Grünhof und Lohe gegründet. Ab 1862 gehörte Neunkirchen zum Bezirksamt Bayreuth (1939 in Landkreis Bayreuth umbenannt). Die Gerichtsbarkeit blieb beim Landgericht Bayreuth (1879 in Amtsgericht Bayreuth umgewandelt). Die Gemeinde hatte 1964 eine Gebietsfläche von 3,645 km². Im Zuge der Gebietsreform in Bayern wurde die Gemeinde Neunkirchen am Main am 1. Januar 1978 nach Weidenberg eingemeindet.

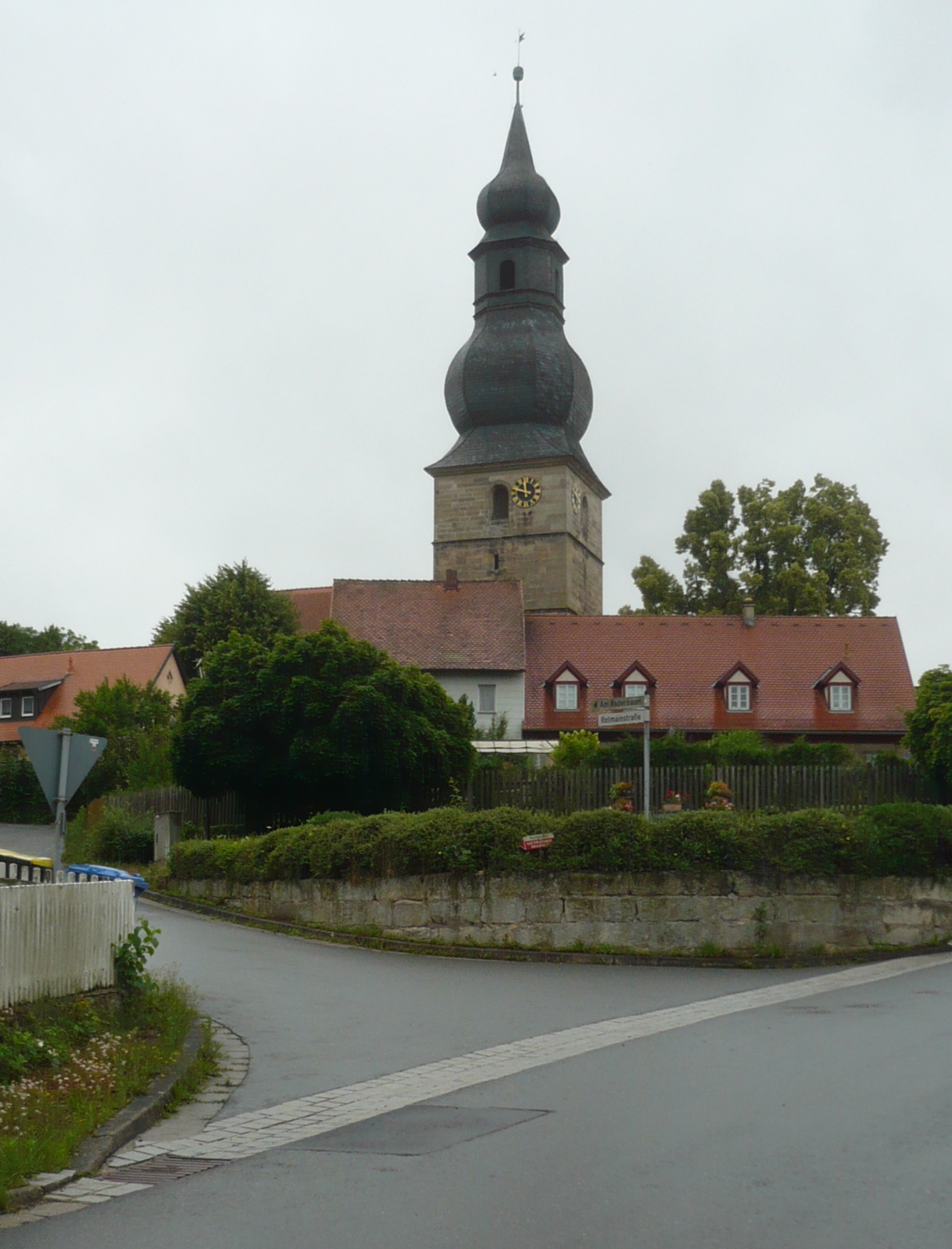
Ortsmitte
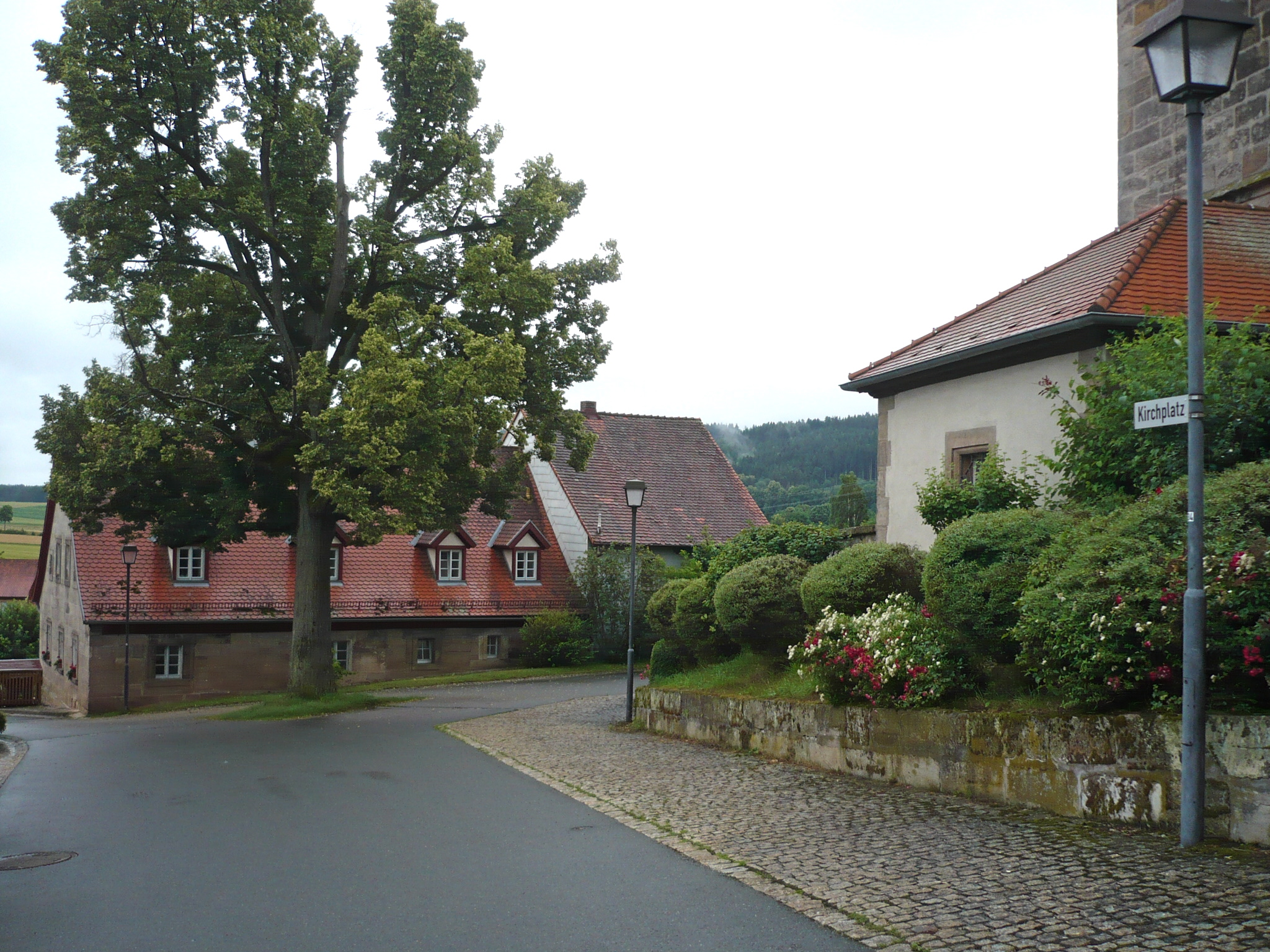
Kirchplatz
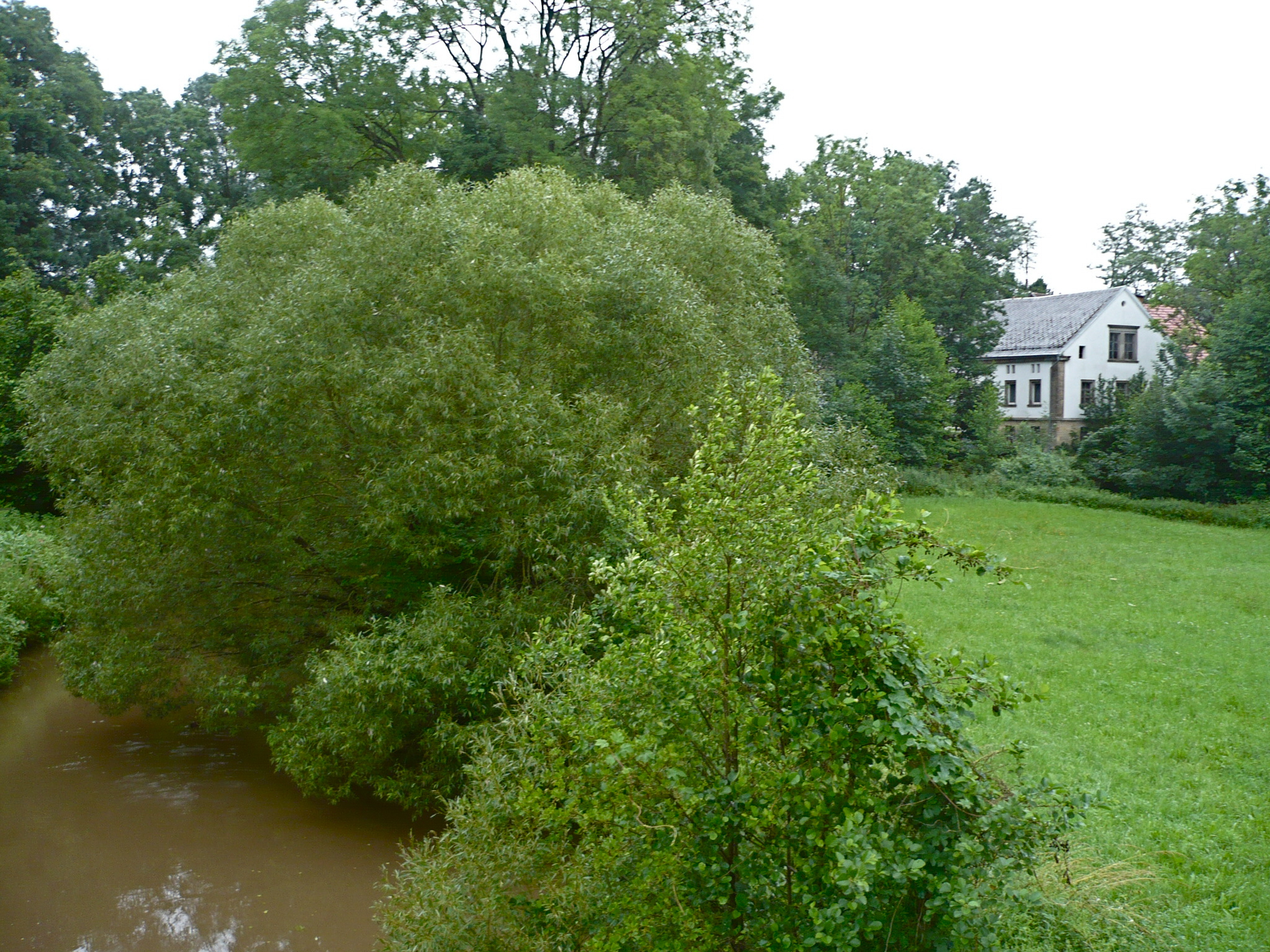
Roter Main und Bruckmühle
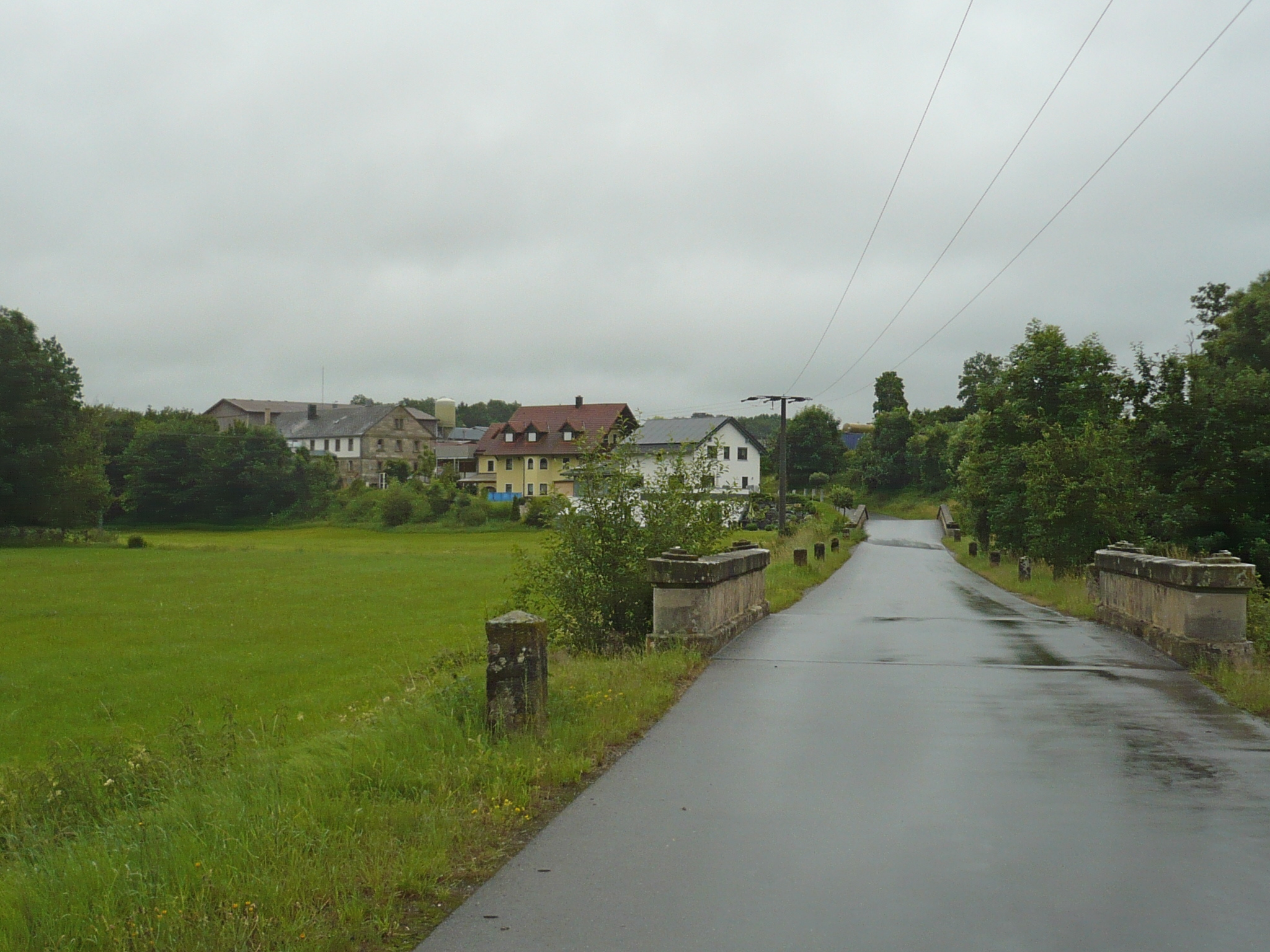
Ölschnitztal und Grünhof

### Baudenkmäler
- St. Laurentius (Neunkirchen am Main)[13]
- Aichiger Straße 5: Wohnhaus[13]
- Kirchplatz 1: Wohnstallhaus[13]
- Kirchplatz 5: Pfarrhaus[13]
- Drei Sandsteinquaderbrücken[13]

### Einwohnerentwicklung

#### Gemeinde Neunkirchen am Main
| Jahr      | 1822  | 1840   | 1852   | 1855   | 1861   | 1867   | 1871   | 1875   | 1880   | 1885   | 1890   | 1895   | 1900   | 1905   | 1910   | 1919   | 1925   | 1933   | 1939   | 1946   | 1950   | 1952   | 1961   | 1970   |
| Einwohner | 236   | 286    | 284    | 285    | 283    | 304    | 300    | 322    | 324    | 308    | 303    | 296    | 276    | 293    | 281    | 273    | 268    | 263    | 256    | 382    | 399    | 389    | 318    | 318    |
| Häuser    | 37    |        |        |        |        |        | 42     |        |        | 42     | 43     |        | 43     |        |        |        | 51     |        |        |        | 50     |        | 59     |        |
| Quelle    | [ 8 ] | [ 15 ] | [ 15 ] | [ 15 ] | [ 16 ] | [ 17 ] | [ 18 ] | [ 19 ] | [ 20 ] | [ 21 ] | [ 22 ] | [ 15 ] | [ 23 ] | [ 15 ] | [ 24 ] | [ 15 ] | [ 25 ] | [ 15 ] | [ 15 ] | [ 15 ] | [ 26 ] | [ 15 ] | [ 10 ] | [ 27 ] |

#### Ort Neunkirchen am Main
| Jahr      | 001819 | 001822 | 001861 | 001871 | 001885 | 001900 | 001925 | 001950 | 001961 | 001970 | 001987 | 002020 |
| Einwohner | *238   | 214    | 283    | †277   | †271   | 232    | 225    | 332    | 279    | 286    | 403    | 587    |
| Häuser    |        | 34     |        |        | †38    | 43     | 44     | 29     | 52     |        | 109    |        |
| Quelle    | [ 28 ] | [ 8 ]  | [ 16 ] | [ 18 ] | [ 21 ] | [ 23 ] | [ 25 ] | [ 26 ] | [ 10 ] | [ 27 ] | [ 29 ] | [ 1 ]  |

## Religion
St. Laurentius war ursprünglich eine Filiale von St. Matthäus (Stockau). Seit der Reformation ist die Kirchengemeinde St. Laurentius evangelisch-lutherisch.

## Einrichtungen
- Klärwerk
- Kindergarten

## Verkehr
Obwohl die Bahnstrecke Weiden–Bayreuth nahe am nördlichen Ortsrand verläuft, erhielt Neunkirchen keinen Bahnhof. Die nächste Bahnstation ist in rund 2 km Entfernung Stockau.
Südlich des Orts verläuft die Bundesstraße 22, von der die Aichiger Straße in den Ort führt. Im Süden von Neunkirchen gabelt sie sich in die Seulbitzer Straße, die den Ortskern durchquert und weiter nach Seulbitz verläuft, und die Stockauer Straße, die über Stockau und Lessau zur Staatsstraße 2463 in Richtung Weidenberg führt.

## Vereine
- Freiwillige Feuerwehr
- Sportverein
- Obst- und Gartenbauverein
- Soldatenverein Neunkirchen